# José Campaña
José Gómez Campaña (Sevilla, España; 31 de mayo de 1993) es un futbolista español que juega como centrocampista. Fue internacional absoluto con la selección española en 2020.

## Trayectoria

### Sevilla F. C.
Jugó su primer partido con 16 años en la Segunda B con el Sevilla Atlético, club en el que jugó dos temporadas. Fue promocionado al primer equipo por el entrenador Marcelino García Toral para jugar la pretemporada de 2011. El 25 de agosto de 2011, debutó con el Sevilla F. C. jugando diez minutos en un partido de la Liga Europea de la UEFA ante el Hannover 96, partido que acabó con empate a 1. Hizo su debut en Primera en un partido ante el Málaga C. F., sustituyendo a Manu del Moral. El partido acabó con victoria por 2-1 para el Sevilla.

### Crystal Palace F. C. y cesión al Núremberg
En 2013, fichó por el equipo inglés Crystal Palace F. C. por 2 000 000 €. En enero de 2014 el centrocampista abandonó temporalmente el Crystal Palace (sólo 6 presencias en la Premier League) y fue cedido hasta el final del curso al Núremberg.

### Sampdoria y cesiones
En julio de 2014 es comprado por U. C. Sampdoria en 1 200 000 €. La temporada 2014-15 fue cedido al F. C. Porto. La temporada siguiente volvió a ser cedido esta vez a la Agrupación Deportiva Alcorcón de la Segunda División de España.

### Levante U. D.
El 11 de agosto de 2016 fichó por el Levante Unión Deportiva con contrato hasta 2020. Se consolidó en el Levante, llegando a su cuarta temporada, la 2019-20, como titular indiscutido. De esta manera en julio de ese año renueva su contrato hasta 2023. En abril de 2023 sufrió una grave lesión en el estadio de Gran Canaria, que lo apartó de los terrenos de juego durante seis meses y le impidió firmar nuevo contrato para la temporada 2023-24.

### U. D. Las Palmas
Hasta febrero de 2024 entrenó sin ficha con sus antiguos compañeros del Levante, para el 14 de ese mes fichar como agente libre por la U. D. Las Palmas de Primera División, que le firmó un contrato hasta final de temporada prorrogable por otra más. Cumplió su segundo año opcional, pero no renovó su contrato y el 1 de julio de 2025 quedó sin equipo.

## Selección nacional
Jugó en dos Eurocopas sub-19, la de 2011 y la de 2012. En la de 2011, jugó 3 partidos incluyendo la final ante la República Checa. En la de 2012, jugó 5 partidos (cuatro como titular, tres de ellos como capitán). Falló su penalti lanzado en la tanda de penaltis ante Francia. La selección española sub-19 ganó las dos Eurocopas sub-19.
El 2 de octubre de 2020 fue convocado por la selección absoluta para los partidos ante Portugal, Suiza y Ucrania por primera vez en su carrera. Debutó el día 7 en el encuentro ante Portugal.

## Clubes
Actualizado al último partido el 26 de mayo de 2025
| Club               | Temporada        | Liga     | Liga  | Copa     | Copa  | Europa   | Europa | Total    | Total |
| Club               | Temporada        | Partidos | Goles | Partidos | Goles | Partidos | Goles  | Partidos | Goles |
| ------------------ | ---------------- | -------- | ----- | -------- | ----- | -------- | ------ | -------- | ----- |
| Sevilla F. C.      | 2011-12          | 15       | 0     | 2        | 0     | 1        | 0      | 18       | 0     |
| Sevilla F. C.      | 2012-13          | 5        | 0     | 1        | 0     | —        | —      | 6        | 0     |
| Sevilla F. C.      | Total Sevilla    | 20       | 0     | 3        | 0     | 1        | 0      | 24       | 0     |
| Crystal Palace     | 2013-14          | 6        | 0     | —        | —     | —        | —      | 6        | 0     |
| 1. F. C. Núremberg | 2013-14          | 10       | 1     | —        | —     | —        | —      | 10       | 1     |
| F. C. Oporto       | 2014-15          | 2        | 0     | 4        | 0     | —        | —      | 6        | 0     |
| A. D. Alcorcón     | 2015-16          | 35       | 3     | —        | —     | —        | —      | 35       | 3     |
| Levante U. D.      | 2016-17          | 39       | 4     | 1        | 0     | —        | —      | 40       | 4     |
| Levante U. D.      | 2017-18          | 35       | 1     | 3        | 0     | —        | —      | 38       | 1     |
| Levante U. D.      | 2018-19          | 36       | 4     | 3        | 0     | —        | —      | 39       | 4     |
| Levante U. D.      | 2019-20          | 37       | 2     | 3        | 0     | —        | —      | 40       | 2     |
| Levante U. D.      | 2020-21          | 9        | 1     | 0        | 0     | —        | —      | 9        | 1     |
| Levante U. D.      | 2021-22          | 20       | 2     | 0        | 0     | —        | —      | 20       | 2     |
| Levante U. D.      | 2022-23          | 21       | 5     | 1        | 0     | —        | —      | 22       | 5     |
| Levante U. D.      | Total Levante    | 197      | 19    | 11       | 0     | 0        | 0      | 208      | 19    |
| U. D. Las Palmas   | 2023-24          | 8        | 0     | —        | —     | —        | —      | 8        | 0     |
| U. D. Las Palmas   | 2024-25          | 25       | 0     | 1        | 0     | —        | —      | 26       | 0     |
| U. D. Las Palmas   | Total Las Palmas | 33       | 0     | 0        | 0     | —        | —      | 34       | 0     |
| Total carrera      | Total carrera    | 303      | 23    | 20       | 0     | 1        | 0      | 323      | 23    |

## Palmarés

### Campeonatos internacionales
| Título          | Equipo (*)         | País    | Año  |
| --------------- | ------------------ | ------- | ---- |
| Eurocopa sub-19 | Selección española | Rumania | 2011 |
| Eurocopa sub-19 | Selección española | Estonia | 2012 |

(*) Incluyendo la selección

### Distinciones individuales
| Distinción                                                         | Año  |
| ------------------------------------------------------------------ | ---- |
| Fútbol Draft Once de Bronce                                        | 2010 |
| Fútbol Draft Once de Plata                                         | 2012 |
| Premio Juego Limpio otorgado por la Federación Sevillana de Fútbol | 2012 |